# Asuka
Kanako Urai (*japonsky 浦井 佳奈子; 26. září 1981, Ósaka, Japonsko), známější jako Asuka, je japonská profesionální zápasnice pracující ve společnosti WWE, působí v rosteru SmackDown.

## Kariéra
Svojí wrestlingovou kariéru začala v Japonsku roku 2004. Působila zde v místních společnostech. V roce 2015 podepsala kontrakt se společností WWE, stala se tak první japonskou zápasnicí, která zde působila. Nejprve byla zařazena do rosteru NXT. V září 2017 byla zařazena do show RAW a stala se jednou z ženských hvězd společnosti.
Kromě wrestlingu má také od roku 2019 svůj kanál na YouTube KanaChanTV a publikuje převážně herní videa.

## Videohry
Pracovala jako grafický designer a později jako videoherní žurnalista. I proto je velkým fanouškem videoher. Má hratelnou postavu ve videoherní sérii WWE 2K. Lze si za ni zahrát i ve hře Brawlhalla a Fall Guys.

## Úspěchy
- WWE
  - NXT Women's Championship (1x)
  - WWE Women's Championship (3x)
  - WWE SmackDown Women's Championship (1x)
  - WWE Women's Tag Team Championship (4x) - (2x) s Kairi Sane, (1x) s Charlotte Flair a (1x) s Alexou Bliss
  - Money in the Bank (2020)
  - Royal Rumble (2018)
  - Triple Crown
  - Grand Slam